# كمال (ملاحة)
كمال (ملاحة) بالانجليزي Kamal (navigation) هو اختراع اسلامي وهو جهاز ملاحي سماوي يحدد خط العرض . سمح اختراع الكمال بأول إبحار معروف في خطوط العرض،  وبالتالي كان أول خطوة نحو استخدام الأساليب الكمية في الملاحة .  نشأت مع الملاحين العرب في أواخر القرن التاسع،  واستخدمت في المحيط الهندي منذ القرن العاشر.  وقد اعتمدها الملاحون الهنود بعد فترة وجيزة،  ثم اعتمدها الملاحون الصينيون في وقت ما قبل القرن السادس عشر.,.

## المواد الالزمة
باستخدام لوح خشبي، بحجمه الأصلي حوالي 5 سم × 2.5 سم، مع سلك متصل في مركزه. عند الإمساك بالكمال على مسافات مختلفة، فإنه يظهر زوايا مختلفة بين الأفق والنجوم (الشكل 8). تشير العقد الموجودة في مواضع مختلفة على طول الحبل إلى ارتفاعات النجوم، وبالتالي، إلى خط عرض المنافذ المختلفة.

## انظر ايضا
- ميشآب (الة طب)
- نصر 9000
- بندقية أبوس
- عنزة (صاروخ)
- البازيليك (مدفع)